# Fernando Lahille

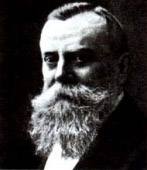
Fernando Lahille

Fernando Lahille, ursprünglich Fernand Lahille, (geboren am 18. August 1861 in Rouen, Frankreich; gestorben am 13. Juli 1940 in Buenos Aires, Argentinien) war ein argentinischer Meeresbiologe, Ichthyologe, Parasitologe und Hochschullehrer französischer Herkunft.
Lahille setzte seine Ausbildung und frühe wissenschaftliche Tätigkeit als Meeresbiologe, die er in Frankreich begonnen hatte, in Argentinien fort. Er gilt neben Martín Doello-Jurado als Begründer der argentinischen Meeresforschung. Darüber hinaus befasste Lahille sich als Ministerialbeamter, Forscher und Hochschullehrer vorrangig mit den Parasiten von Nutzpflanzen und -tieren.

## Leben

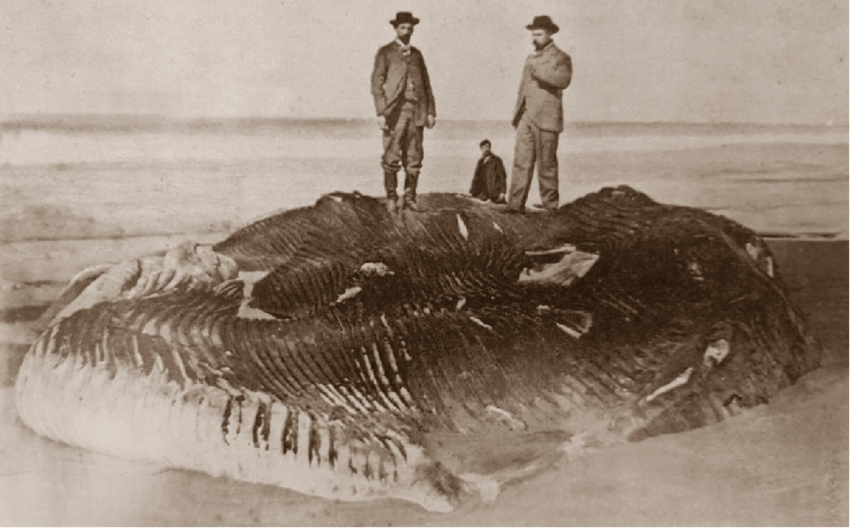
Fernando Lahille (rechts) auf einem gestrandeten Blauwal bei Miramar, Provinz Buenos Aires, 1897

Lahille studierte in Toulouse und Paris Naturwissenschaften und Medizin. Seit 1884 war Lahille für mehrere Jahre an den meeresbiologischen Forschungsstationen Observatoire océanologique de Banyuls-sur-Mer und Station biologique de Roscoff tätig. Auf das im Oktober 1884 erworbene Lizenziat folgte von 1890 bis 1892 eine Lehrtätigkeit an der naturwissenschaftlichen Fakultät der Universität Toulouse. Im April 1891 promovierte er an der Universität von Paris in Naturwissenschaften mit einer von Félix Joseph Henri de Lacaze-Duthiers betreuten Dissertation über die Anatomie und Taxonomie der Manteltiere. 1892 wurde Lahille ebenfalls in Paris Doktor der Medizin.
Von 1884 bis 1892 führte Lahille Forschungen an Manteltieren durch. Dazu verfasste er mehrere bedeutende Veröffentlichungen und Beschreibungen einer Reihe höherer Taxa wie die Unterordnungen Aplousobranchia, Phlebobranchia und Stolidobranchia. Bis 1893 hatte Lahille bereits 57 Veröffentlichungen verfasst, mehr als die meisten Zoologen während ihrer gesamten Laufbahn.
Nach einer kurzen Tätigkeit als Professor für Zoologie an der Universität Toulouse ging Lahille 1893 auf Bitten des argentinischen Geographen und Entdeckers Perito Moreno nach Argentinien, um an einer von Moreno geplanten Forschungsreise an der argentinischen Küste teilzunehmen. Dort traf er am 15. September 1893 ein. Die geplante Forschungsreise konnte nicht stattfinden, Lahille übernahm jedoch die im Entstehen begriffene zoologische Abteilung des von Moreno gegründeten La-Plata-Museums.
Während der sechs Jahre seiner Tätigkeit für das Museum baute Lahille nicht nur die zoologische Abteilung des Museums auf. Bereits 1893 nahm er auf dem Schiff Uruguay an der Erforschung der Küsten von der Provinz Buenos Aires bis nach Feuerland teil. 1899 folgte eine Forschungsreise mit der ARA Azopardo zum Golfo San Matías. Während dieser ersten Jahre in Argentinien verfasste Lahille mehr als 20 Publikationen, darunter die ersten argentinischen Veröffentlichungen zur Meeresbiologie.
Die 1898 von Lahille eingerichtete meeresbiologische Station in Punta Morgotes bei Mar del Plata verfügte über zwei Boote und eine umfangreiche technische Ausstattung. Damit konnte sie mit den meeresbiologischen Stationen Europas und Nordamerikas mithalten. Die Station wurde allerdings kaum genutzt, nach Ansicht Lahilles wegen der fachlichen Inkompetenz der Leitung der in Gründung befindlichen Universidad Nacional de La Plata, der die Forschungsstation unterstand.
Im November 1898 wurde Lahille Leiter der Abteilung für Jagd und Fischerei im Landwirtschaftsministerium. Bereits im 19. Jahrhundert hatten argentinische Ichthyologen Listen der Fischarten veröffentlicht, die in argentinischen Gewässern vorkommen. Ab etwa 1900 war Lahille der erste Forscher, der systematisch die Erforschung des argentinischen Kontinentalschelfs betrieb. Auf Lahilles Initiative geht die argentinische Fischerei-Gesetzgebung zurück und er gilt neben Martín Doello-Jurado als Begründer der argentinischen Meeresforschung.
Im Mai 1901 wurde Lahilles Aufgabenbereich im Landwirtschaftsministerium deutlich erweitert, er war nun Leiter der Abteilung für Angewandte Zoologie, Entomologie, Parasitologie, Jagd und Fischerei. Später wurden die Aufgabenbereiche in Fischerei sowie Landwirtschaft und Viehzucht aufgeteilt, Lahille musste die Zuständigkeit für die Fischerei abgeben.
Ab Juli 1918 war Lahille Leiter des zoologischen Labors des Ministeriums für Landwirtschaft und Fischerei. 1930 ging er in den Ruhestand, war aber noch weitere zwei Jahre ehrenamtlich mit der Leitung seiner Abteilung befasst. Noch 1933 - mit 72 Jahren - wurde er für zwei Jahre Leiter der Comisión Central de Investigaciones sobre la langosta, einer Expertengruppe des Landwirtschaftsministeriums zur Bekämpfung der Heuschrecken in Argentinien.
Von 1904 bis 1930 war Fernando Lahille Professor für Zoologie an der Escuela Normal de Profesores in Buenos Aires. 1910 bis 1930 kam eine Professur an der Fakultät für Landwirtschaft und Tiermedizin der Universidad de Buenos Aires hinzu.
Zwischen 1885 und 1937 verfasste Lahille etwa 355 Veröffentlichungen zu verschiedenen Bereichen der Zoologie, aber auch zur Linguistik und zur Völkerkunde. Lahilles Veröffentlichungen zur Ichthyologie umfassen etwa 45 Titel und betreffen sowohl die Fischereiwirtschaft als auch die Taxonomie. Neben Erstbeschreibungen mehrerer Arten und höherer Taxa führte Lahille mehrere Revision taxonomischer Gruppen durch, darunter die Aalmuttern (Zoarcidae), Neuwelt-Messerfische (Gymnotiformes), Macruronidae, Knorpelfische (Chondrichthyes), Hechtartige (Esociformes), Neuweltliche Ährenfische (Atherinopsidae) und Plattfische (Pleuronectiformes).
Zahlreiche weitere Veröffentlichungen behandeln Themen der Parasitologie und stehen mit Lahilles Tätigkeit als Abteilungsleiter im Landwirtschaftsministerium in Zusammenhang. Zu den Publikationen Lahilles gehören auch zahlreiche populärwissenschaftliche Veröffentlichungen und Erzählungen, in denen er die Gegenstände seiner Forschungen zum Thema macht.
1896 nahm Lahille an einer Expedition nach Patagonien teil, um auf Einladung des Gouverneurs zoologische und geologische Studien zu unternehmen. Vor Ort nutzte er die Gelegenheit, einige der Überlebenden des von Schafzüchtern und Goldsuchern wie Julio Popper verübten Völkermordes an den Selk’nam zu untersuchen, etliche von ihnen genau zu vermessen und zu fotografieren. Achtundachtzig Selk’nam befanden sich in Ushuia, nachdem sie von San Sebastián dorthin verschleppt worden waren. Seinerzeit war die Beteiligung von Zoologen an anthropologischen Forschungen nicht ungewöhnlich, da die Vermessung von Menschen und ihre Einteilung in Rassen eine große Bedeutung beigemessen wurde. Lahille fertigte zahlreiche Fotografien an und versuchte möglichst viele Informationen über die Selk’nam zu gewinnen. Die Veröffentlichung seiner Forschungen erfolgte allerdings erst dreißig Jahre später, als die Selk’nam durch weitere Gewalttaten, die Missionstätigkeit vor allem der Salesianer Don Boscos und Krankheiten wie eine Masern-Epidemie im Jahr 1925 fast völlig vernichtet waren.
Lahille gilt in Argentinien als einer der letzten Generalisten der Zoologie, dessen Forschungen zahlreiche Gebiete wie die Meeresbiologie, Ichthyologie, Entomologie, Parasitologie, Säugetierkunde und Völkerkunde berührten.

## Dedikationsnamen und weitere Ehrungen (Auswahl)

### Biologische Taxa
- Helicolenus lahillei Norman, 1937 (Scorpaeniformes: Sebastidae)[20]

- Didemnum lahillei Hartmeyer, 1909 (Ascidiacea: Didemnidae)[21]

- Lahillidae Finlay & Marwick 1937 (Mollusca)[22]
  - †Lahillia Cossmann, 1899[23]
- Photinula lahillei Ihering, 1902 (Mollusca: Calliostomatidae)[24]

- Leonardius lahillei (Leonardi, 1910) (Hemiptera: Aleyrodidae)[25]
- Ceroplastes lahillei Cockerell, 1910 (Hemiptera: Coccidae)[26]
- Crenulaspidiotus lahillei (Lizer, 1917) (Hemiptera: Diaspididae)[27]
- Dinaspis lahillei Leonardi, 1911 (Hemiptera: Diaspididae)[28]
- Ovaticoccus lahillei (Leonardi, 1911) (Hemiptera: Eriococcidae)[29]

- Culex lahillei Bachmann & Casal, 1962 (Diptera: Culicidae)[30]
- Simulium  lahillei (Paterson & Shannon, 1927) (Diptera: Simuliidae)[31]

- Pepsis lahillei Brethes, 1908 (Hymenoptera: Pompilidae)[32]

### Geografische Objekte
- Lahille-Insel, eine kleine Insel in der Bellingshausen-See, unmittelbar vor der Graham-Küste des westantarktischen Grahamlands (65° 33′ S, 64° 23′ W). Die Insel wurde Anfang des 20. Jahrhunderts von Jean-Baptiste Charcot entdeckt und nach Lahille benannt.

- 1906 Mitglied der Académie des sciences.[33]

- 1930 Ehrenprofessur der Universidad de Buenos Aires, anlässlich seines Ruhestands als Professor.[33]

- 1934 Ritter der Ehrenlegion.[34]

## Veröffentlichungen (Auswahl)
- Fernand Lahille: Les contractions alternantes du coeur chez les Tuniciers. In: Bulletin de la Société d'histoire naturelle de Toulouse 1885, Band 19, S. 13–23, Digitalisat.
- Fernand Lahille: Récherches sur les Tuniciers des cotes de France (Contributions a l'étude anatomique et taxonomique des Tuniciers). Lagarde et Sebille, Toulouse 1890, Digitalisat (Dissertation).
- Fernando Lahille: Contribución al estudio de las Volutas argentinas. I. Morfología externa. In: Revista del Museo de La Plata 1895, Band 6, S. 293–331, Tafel I-XII, Digitalisat.
- Fernando Lahille: Una estación marítima provincial. In: Revista del Museo de La Plata 1898, Band 8, S. 389–436, Tafel I-IX, Digitalisat.
- Fernando Lahille: Contribution à l’étude des Ixodidés de la République Argentine. Imprimerie du Bureau Météorologique, Buenos Aires 1905, OCLC 716353489.
- Fernando Lahille: La langosta y sus moscas parasitarias. Imprimerie du Bureau Météorologique, Buenos Aires 1907, OCLC 493352871.
- Fernando Lahille: Nota sobre los zoárcidos argentinos. In: Anales del Museo Nacional de Buenos Aires 1908, Band 16, S. 403–441, Tafel VI-VII, Digitalisat.
- Fernando Lahille: Los laboratorios de biología acuática. In: Anales de la Sociedad Científica Argentina 1908, Band 64, S. 279–322, Digitalisat.
- Fernando Lahille: Los peces argentinos del grupo de los Esociformes. In: Revista de la Facultad de Agronomía y Veterinaria 1923, Band 4, S. 161–195, Online PDF, 1,4 MB.
- Fernando Lahille: Matériaux pour servir a l’historie des Oonas. Indigènes de la Terre de Feu. In: Revista del Museo de La Plata 1926, Band 29, S. 339–362, Tafel I-VI, Online PDF.
- Fernando Lahille: El Pejerrey In: Boletin del Ministerio de Agricultura de la Nación 1929, Band 28, Nr. 3, S. 261–395, Online PDF, 2,7 MB.
- Fernando Lahille: Los peces argentinos de cara torcida In: Physis 1939, Band 16, S. 179–205, Online PDF, 1,7 MB.